# Les Surprises d'une nuit de noces
Pour plus de détails, voir Fiche technique et Distribution.
Les Surprises d'une nuit de noces est un film français réalisé par Jean Vallée et sorti en 1952.

## Fiche technique
- Titre : Les Surprises d'une nuit de noces
- Réalisation : Jean Vallée
- Scénario : d'après la pièce de théâtre de Paul Van Stalle
- Dialogues : Jean de Létraz
- Décors : Claude Bouxin
- Photographie : Paul Cotteret
- Son : André Louis
- Montage : André Gaudier
- Musique : Louiguy
- Affiche : Clément Hurel
- Production : Hans Herwig
- Sociétés de production : Rapid Film - Les Films Jean Deguillaume
- Pays de production :  France
- Genre : Comédie
- Durée : 93 minutes
- Date de sortie : 
  - France : 27 août 1952
- Affiche : Clément Hurel (France)

## Distribution
- André Claveau : Jean-Jacques Herbillon dit « Jicky »
- Jacqueline Porel : Muriel Herbillon
- Georgette Plana : Ginette
- Geo Pomel : Paul Herbillon
- Pierre Stephen : Albert
- Colette Ripert : Nicole
- Paule Launay
- Yvonne Dany